# 松竹芸能
松竹芸能株式会社（しょうちくげいのう、英: SHOCHIKU GEINO Co., Ltd）は、大阪府大阪市中央区北久宝寺町に本社を置く芸能事務所。松竹の連結子会社。吉本興業と並び、上方演芸界の2大プロダクションのひとつ。

## 沿革
1958年11月1日、大阪歌舞伎座の地階にあった歌舞伎地下演芸場に芸人を配給していた新生プロダクション株式会社 と上方演芸株式会社 が合併。新たに松竹の資本参加を得て、前身会社である株式会社松竹新演芸が設立される。
以降、道頓堀角座（演芸の角座）を中心に、神戸松竹座と新世界新花月に芸人を配給し、隆盛を極める。
1962年10月1日、経営強化のため増資の上大谷竹次郎が社長に就任して松竹芸能株式会社と改称。1966年12月1日、勝忠男が社長に就任。日本興業株式会社に商号を変更して松竹から独立したが、1968年5月1日に城戸四郎を取締役に迎えて松竹の傘下に戻り、松竹芸能株式会社に商号を戻している。なお直前の1968年4月に、秋田實が腹心の藤井康民と共に子飼いの芸人を引き連れて独立を図り、阿倍野の岸本ビルの資本を得てケーエープロダクション株式会社を興して事実上分裂している。
この頃より吉本興業も人気所属芸人を多く輩出したことで力関係は伯仲してきたが、1980年前半に起こった「漫才ブーム」以降は吉本興業直営の花月劇場チェーンに観客を奪われ、1984年に角座は3年間にわたり閉鎖される。
角座閉鎖後、松竹は1987年1月に同じ道頓堀の映画館・浪花座の一部を演芸場に改装して「演芸の浪花座」を開場し、松竹芸能所属芸人の本拠地としたが、遠のいた客足を取り戻すことはできず、浪花座は2002年1月に閉館した。
会社の業績は悪化し、1998年11月には全従業員の4分の1に相当する数の希望退職者を募るリストラを断行。2001年6月、休眠会社となっていた三宮松竹株式会社を松竹芸能株式会社に改称して、全事業を譲渡。旧法人は解散するといった再建を行った。
2002年4月、道頓堀のパチンコ店「四海樓道頓堀店」4階の小ホール・「ミナミのど真ん中ホール」を間借りし、演芸興行を再開する。このホールは、パチンコ店の4階にあるというだけでなく、3階で券をもぎり、すぐに階段を上り、屋上を通過してホールへ入るという、隠し部屋のような場所だった。
この「ミナミのど真ん中ホール」での興行から、若手芸人が中心となった日替わりのお笑いライブ「ナイトイベント」を新たに導入、昼は「とんぼり一番館」と銘打った従来からの寄席興行、夜は若手芸人によるライブという2部構成で、演芸興行を行うようになった。この「寄席」と「お笑いライブ」の『二部構成』というスタイルは、後述の「B1角座」以降にも継承されている。なお「とんぼり一番館」という名称は、「ミナミのど真ん中ホール」での興行を終えた2003年12月まで使われた。
「ミナミのど真ん中ホール」は、奇しくもますだおかだやアメリカザリガニの人気が急上昇し始めた頃と重なり、大盛況となる。とりわけ場数を踏む機会が限られていた松竹芸能の若手芸人にとって、「ミナミのど真ん中ホール」は良い刺激や成長できる場所となった。それまでは月に1回程度のごく小規模な場でしか、ネタを披露する機会を与えられていなかったが、このホールにより松竹芸能の若手によるライブの回数は格段に増えていった。
2004年1月、道頓堀角座跡に建てられた角座ビル地下1階の居酒屋跡を松竹から賃借して「ライブスペースB1角座」を開設し、新たな常打小屋を確保。同時に劇場の運営を松竹芸能が直接行うことで、従前の間借り状態の劇場では制約があって難しかったオールナイトライブなど、より柔軟な形でのイベントの開催が可能となった。
2004年には、安倍彰が社長に就任している（2011年5月に副会長、その後、2012年4月に会長）。
2006年には設立50周年を記念したロゴマークを作成し、制作を担当しているテレビ番組のエンドロールの社名の前に記している。なお、50周年というのは前述の上方演芸の設立年から数えたもので、松竹新演芸の設立から数えると同年で48年目である。また2008年には松竹新演芸の設立から数えると同年で50周年を機に社名の書体を宋朝体に改めた。
2007年1月に角座ビル3階に入っている映画館を閉館して改修し、現在の3倍の350席を確保して、角座を復活させると発表。新角座では演芸だけでなく、演劇など様々なプログラムを提供するとしていた。しかし、4月19日に防音面など構造上の問題が見つかり、改修費が当初の見込みから大幅に増えることが判明したとして、計画の白紙撤回を発表した。この一件は松竹芸能の甘い状況判断によって起きた事件だったことから、所属芸人の一部から不満の声も漏れた。
新角座のこけら落としで予定されていた桂春菜（2代目桂春蝶の息子）の3代目桂春蝶襲名披露公演は翌春以降に延期された（2007年5月11日付の京都新聞のインタビュー記事では、春菜が松竹芸能への不信感から独自に襲名披露公演を行うことが書かれていた。なお、実際に春菜改め3代目春蝶は、襲名から1年強経過した2011年春に松竹芸能との契約を打ち切った）。
演芸興行については、2008年7月5日より通天閣の真下にある「STUDIO210」にて、「通天閣劇場 TENGEKI」と称した興行を再開させている。「STUDIO210」（旧称「通天閣歌謡劇場」）は通天閣観光の運営するホールであり、松竹芸能はホール運営には携わっておらず、「TENGEKI」の開催は土・日のみで「B1角座」の時より縮小となる。これに先立って、2008年5月を最後に、角座ビルの建物施設の老朽化を原因に「B1角座」の閉館が発表され、本ビルの3階部分を改修しての新角座計画が、改めて甘い状況判断であった事を浮き彫りとした。同年5月31日をもって正式に「B1角座」は閉鎖、跡地は松竹の手により売却された。
2007年1月1日付から所属タレントの非喫煙者かつ嫌煙家の増加により、松竹芸能事務所内の全面禁煙（喫煙エリアおよび喫煙ルームの廃止）を導入した。
2011年5月14日に、同社の東京での初の劇場として、新宿区の元・小劇場「THEATER/TOPS」跡に、「松竹芸能 新宿角座」をオープンし、「角座」の名跡を復活させた。さらに、道頓堀角座の敷地を買収したケンズネットワークスより賃借する形で、2013年7月28日にダイハツ工業との命名権締結による「松竹芸能 DAIHATSU MOVE 道頓堀角座」を開場、松竹芸能本社も同所に移転した。
借地契約満了に伴い「松竹芸能 DAIHATSU MOVE 道頓堀角座」が2018年7月22日で閉館し、同所に入居していた松竹芸能本社が同じ中央区内の北久宝寺町2丁目へ移転 したが、道頓堀角座に代わる劇場については設置計画はあるものの具体的な設置時期について当初は「未定」として、他の劇場（道頓堀 ZAZA POKET'S、SPACE9等）を間借りしていた。
同年11月になって大阪での劇場開設が発表され、大阪市中央区東心斎橋に2019年1月1日「DAIHATSU 心斎橋角座」を開場。

## 特徴

### 多角な経営
「沿革」の項にて述べた特徴以外には、三波春夫のマネジメントを皮切りに演芸以外にも幅広く展開。『ザ・ハングマン』等のテレビドラマを制作する傍ら、ジャニーズ事務所関西公演の勧進元にもなり、俳優陣やリポーター、モデル、タレントも数多く抱える。また、新世界・通天閣地下の「STUDIO210」にて開かれる歌謡ショー・「通天閣歌謡劇場」の運営も行う。その他、サンドウィッチマンとかつてのマネージャーが設立したグレープカンパニーの営業窓口は松竹芸能が担っていることが『ナカイの窓』にて伊達みきお（サンドウィッチマン）の口から語られた。

### 名物社員
松竹芸能取締役・東京支社長で松嶋尚美のマネージャーも兼務していたコズモ難波こと難波規精（コズモ難波という名前は、同志社大学・プロレス同好会時代のリングネームである）は、よゐこのいずれかをプロレス技で激励するという役割で「めちゃ×2イケてるッ!」に登場する名物社員（難波は、若手時代によゐこのマネージャーをしていた時期もある）であった。2007年に松竹芸能を退社し、2019年に膵臓がんで死去するまで松嶋尚美の個人事務所「ステッカー」の社長を務めた。同社は松竹芸能との関係を引き続き継続している。

### タレント養成所
吉本興業に先駆け1968年に即戦力の新人タレントを発掘、供給することを目的として養成所が設立される。基本的にはお笑い芸人にこだわらない方針で、部門別で分かれており子役なども扱っている。1984年3月に第1回松竹芸能（株）オーディションがあり、森脇健児・山田雅人・東ちづるが合格し発掘されている。2008年には松竹芸能タレントスクールへと名称変更している。2021年4月授業カリキュラム等を大幅リニューアルし松竹芸能養成所へ名称変更。

### コンプライアンスと企業倫理に関して
松竹芸能はコンプライアンスと企業倫理を行っていると宣伝している。所属芸人・タレント・社員による批判に対しては容赦なく徹底して許さない方針も創業当時から貫いており、芸人・タレントが事務所に纏わる自虐ネタを使うことも禁じていた。社員や契約解除された芸人・タレントがその経緯及び詳細を語ることも禁じており、コンプライアンスと情報漏洩防止は徹底している。この傾向は勝忠男の社長在任時には特に顕著に見られ、会社の方針に従わない芸人とタレントがことごとく専属マネジメント契約の解除という形で追放された。
多額の借金を抱え破産に踏み切った藤山寛美に契約解除の通告を行った事や、嘉門タツオが笑福亭鶴光の門下時代に鶴光と仕事観を巡って対立し、鶴光および松竹芸能に反旗を翻し嘉門に対して鶴光一門から破門と契約解除の決断を下した事、父である6代目笑福亭松鶴の一周忌記念落語会を無断欠席した5代目笑福亭枝鶴との契約を打ち切った事など、専属タレントの契約解除に関するエピソードは多々ある。
2009年、所属タレントの北野誠が、朝日放送のラジオ番組やイベントなどでの不適切発言があったとして、4月13日に無期限謹慎処分となり、これを受ける形で松竹芸能と朝日放送が日本音楽事業者協会に退会届を提出し、受理されていたことが同月15日に判明。これに関し、松竹芸能は「社内の極秘事項なので公表はできない」と、処分理由を明らかにしていない。また、北野自身も不適切な発言の内容に関しては「コメントできるような内容ではない」と回答を拒絶している。
しかし近年においては緩和も見られ、よゐこは「（事務所主導の）舞台活動は控えたい」と語り、漫才活動の他に芝居へと活動を広げたTKOの木本はテレビにおいて事務所にばかり頼っていられない状況を露にするなど、かつては絶対的であった公然での事務所批判の禁忌がある程度ではあるが容認されている。

## 吉本興業との関係
松竹の演芸進出は1927年に遡る。吉本興業は松竹所有の道頓堀弁天座で諸芸名人会（萬歳大会）を興行して大成功を収めた。これを見た当時の松竹社長・白井松次郎は自らも演芸進出を企てる。間もなくその資金力を背景に、当時吉本へ所属していた人気芸人を高額ギャラで釣って次々と引き抜いたため怨恨が発生。吉本の林正之助総監督（当時、のち会長）が松竹大阪事務所に乗り込み、恫喝するという事件が発生。この一件は白井が林に非礼を詫び、「松竹は吉本の芸人に一切手を出さない」と一礼を入れ事態は収拾した。
しかし、1939年白井は傍系の映画会社である新興キネマ（のち大映に合併）に演芸部を新設し、「新興演芸」の名で演芸に再進出した。ミスワカナ・玉松一郎、あきれたぼういず等の吉本芸人を引き抜き、道頓堀浪花座や千日前アシベ劇場等で興行を行った。ライバル東宝が吉本と提携した事に対して行ったこの一件は演芸界を揺るがす大問題となった。吉本側は芸人の劇場への出演を阻止すべく仮処分申請を出したり、暴力団を使って実力で興行を阻止しようとするなどして対抗したが松竹自らが乗り出したわけではなく、日中戦争下といった時節柄もあり大阪府警と京都府警が調停に乗り出して結局2か月で和解。以降、吉本・新興で上方演芸界は二分されたが、新興キネマの合併消滅や戦時体制等で新興演芸は自然消滅の憂き目にあった。
1945年、吉本は所属する全ての芸人への貸付金を棒引きにした上で契約解除を断行して演芸から撤退した。一方、5代目笑福亭松鶴等が落語会を催し、好評であるのを知った白井は、まず四つ橋文楽座で落語会を開催。好評だったため、1947年自ら経営する千日土地建物（通称・千土地。のちの日本ドリーム観光）の戎橋松竹で演芸に三たび進出した。このとき吉本は既に映画会社に転身していたが、この場合も千土地が表向き演芸興行を行い、松竹自らが進出することはなかった。なお、この戎橋松竹の支配人を務めていたのが、松竹芸能創業者の一人となる勝忠男である。
以降の経緯は、既述の通りであるが、吉本の演芸再進出は1959年であり、このとき既に松竹は道頓堀角座で演芸興行を本格的に行っていた。これ以降、逆に吉本から松竹・千土地芸人の引き抜きがなされるようになり、1960年代初頭は吉本・松竹・千土地の各社間での芸人の引き抜き・移籍が多くなった。やがて松竹芸能と吉本興業の両社はお互いに所属芸人を引き抜かない協定を結んだ。このため、無理な引き抜きは行われなくなったが、その後も1970年6月に松竹の看板芸人である中田ダイマル・ラケットが吉本興業に移籍すると両者の関係は一層悪化した。それゆえ、以降在阪局制作のテレビ番組等ではごく一部の例外（所属事務所よりも一門や落語界での関係を優先することがある落語家の番組や、吉本・松竹が制作に関与せず在京のタレントなども出演するテレビ局主導の番組など）を除いて吉本と松竹芸能の芸人は共演しないのが暗黙の了解という時代が1980年代後半まで続いていた。
1970年代後半のある正月に吉本所属の漫才師・横山やすしが松竹芸能系の演芸場である新世界・新花月の楽屋へ遊びに行った際、泥酔していたやすしはそのまま新花月の舞台に上がってかつての弟子を舞台上で叱咤激励、唖然とした観客はやすしに対し「吉本に怒られるぞ」と窘めたという。大阪一厳しい客と言わしめた新花月の客にまで気を遣わせるほど、両社の関係は険悪だった。
こうした状況から、吉本興業に対して劣勢に立たされていた松竹芸能であったが、1980年代後半に笑福亭鶴瓶が全国区となり、1990年代は森脇健児、2000年代以降ではオセロが大ブレイクし、さらによゐこ、TKO、ますだおかだ、アメリカザリガニ、安田大サーカス、まえだまえだなどがゴールデンタイムの全国ネット番組に出演する好調ぶりで、吉本との差が縮まってきている。その好調ぶりから数年ほど前までは資本金が1千万円台だったのが、現在は1億円台にまで増資されている。
一方、両事務所の芸能人の共演については、1980年代末期の頃から、両社が番組の制作に関与しない一部の番組（『探偵!ナイトスクープ』、『たかじんnoばぁ〜』など）において共演するケースが徐々に現れ始める。しかしこの頃はまだ上岡龍太郎、やしきたかじんといった中立の立場にいるタレントの力があってこその共演という認識が強く、過去の風潮そのものは変わらない状況が1990年代後半まで続いた。

### 林正之助の逝去・雪解けへ
両事務所の対立の大きな原因のひとつであった林正之助が1991年に逝去し、過去の関係において比較的影響力が少ない東京吉本が制作に関与する番組で1990年代後半から松竹芸能所属のタレントがレギュラー・準レギュラー出演をするケースが出始め（『いきなり!黄金伝説。』の濱口優（よゐこ）や『ぐるナイ』のオセロなど。『いろもん貮・参』は鶴瓶と今田耕司・東野幸治の3人が司会進行で、エンドロールには企画協力に松竹芸能と吉本興業の両社名が並んで表記されていた）、吉本興業における林家の影響力が薄れるにつれ両事務所所属の芸人が共演する機会が増えていき、雪解けが進んだ。
さらに、大阪においても2000年代頃から徐々に協調路線へ切り替えられていくこととなる。2002年、吉本興業最大の寄席劇場なんばグランド花月（NGK）にますだおかだとアメリカザリガニが、松竹芸能の所属芸人としては初めて通常公演の出演者として舞台に立った。吉本主催の若手漫才選手権『M-1グランプリ』での活躍が認められての大抜擢だったが、当時はまだ吉本と松竹は犬猿の仲であるという印象が少なからず残っていたため関西のスポーツ新聞に「歴史的事件」として取り上げられたほどだった。当時の吉本興業常務取締役であった木村政雄が、この件について「今はもう所属事務所がどうこうという時代ではない。世界中の面白い人になんばグランド花月の舞台に立って欲しい」とコメントしていたことも歴史的事件実現の背景にあった。
松竹芸能に限らず他事務所所属の人気芸人を吉本制作の番組やイベントに招いて大きな利益につなげるビジネスモデルが確立して以降、この傾向はますます強くなっている。例えば吉本興業の木村明浩（バッファロー吾郎）が主催する大喜利イベント「ダイナマイト関西」では大阪のbaseよしもとや東京のルミネtheよしもとといった吉本系の演芸場だけでなく、松竹系のB1角座でも予選大会が開催された。このB1角座予選にはもちろん主催者としてバッファロー吾郎も出演し角座の舞台を踏んでいる。当日は木下隆行（TKO）が勝利し、NGKで開催された本戦トーナメント開幕戦へと進出した。
2007年にNGKで行われた小籔千豊の吉本新喜劇座長就任一周年記念イベント「コヤブ新喜劇〜座長になって一年たちましたスペシャル〜」に藤山直美が登場した。松竹新喜劇の顔であった藤山寛美の娘である直美の吉本新喜劇出演は「歴史的な瞬間」と小籔も語るほどであり、関西を代表する2つの喜劇が競演した形となった。
他には松本人志（ダウンタウン）監督・吉本興業製作映画の『大日本人』に海原はるかが出演し、『めちゃ×2イケてるッ!』の企画「松竹DMC芸能」による濱口だまし企画への全面的協力や、2008年には吉本伝統の番組枠でありなんばグランド花月で収録され放送、前述の吉本新喜劇と同様の舞台コメディ「日曜笑劇場」（朝日放送）に安田大サーカスとTKOがゲスト出演しているほか、吉本が企画制作しているライブイベント「LIVE STAND」への交流出演、関西ローカルのテレビ番組においても大阪吉本制作の番組にも松竹芸能所属の芸人がゲストに招かれたり、NGKで収録され吉本・松竹の漫才コンビが一堂に会する2社共同制作の演芸特番「上方漫才トラディショナル」（毎日放送）が企画されるなど両社の所属タレントが共演する機会は着実に増えている。
2014年には、吉本興業の創業者である吉本せいを主人公とした舞台『笑う門には福来たる 〜女興行師 吉本せい〜』を親会社の松竹が製作し、せい役を藤山直美が演じている。
親会社の松竹が吉本興業からもわずかながら出資を受けるようになり、経営面でも間接的に関係が生じるようになった。

## 企業所在地
本店
大阪府大阪市中央区北久宝寺町2丁目5番7号
支社
東京都中央区築地4丁目1番1号 東劇ビル14階（松竹エンタテインメントと同一所在地）
常設劇場
心斎橋角座 大阪市中央区東心斎橋1丁目19-11号 鰻谷スクエア地下1階

## 所属タレント
※2025年8月現在。50音順。

### タレント

#### 女性
あ行
- 芦田純子
- 相沢美紗樹
- 青柳嘉代
- 赤崎加林
- 天野美穂子
- アン☆ドゥ
- 池畠結花
- 去来川奈央
- 遠藤萌美
- 大木場美鈴
- 大角茉里
- 大西めぐみ
- 大平萌笑
- 岡崎ゆう子
- 岡田彩花（元AKB48）
- 岡村亜紀
- 岡本夏穂
- 岡山瞳
- 小川恵理子
- おくつようこ

か行
- 神谷ゆう子（神谷悠子）
- 茅野みずほ
- 清田美桜
- 倉沢しえり
- くわがた心（鍬形心）
- 児玉磨利
- 小夏みなみ
- 小林優子
- 近藤綾香

さ行
- 西連地あゆみ
- 酒井瞳（元アイドリング!!!）
- 酒井比那
- 繁田梨世
- シダヒナノ
- 清水綾音
- シャドウ・リュウ（劉致妤）
- ジュリアンヌ
- 新宅マキ
- 杉山菜摘
- 仙石來夢

た行
- 髙木美桜
- 高島麻利央
- 高橋知裕
- 髙橋成美
- 田ケ原恵美
- 田口万莉
- 竹下佳奈
- ちかまろ（小川智佳代）
- 塚田文
- 円谷優希
- 天童なこ
- 東塚菜実子
- トモチン（西森知子）
- 朋未

な行
- 中沢沙理
- 中村恭子
- なかむら摂（中村摂）
- 中村友香
- 中村祐美子
- 中山知紗
- 虹美
- のぞみ

は行
- 春けいこ
- 春やすこ
- 一二なおこ（一二尚子）
- ぴょんぴょん
- 藤井日菜子
- 藤井美幸
- 藤川みさこ
- 藤田瞳
- 藤本志保
- 藤原宏美
- 古谷あつみ

ま行
- 前川莉珠
- 増田みなみ
- 松浪りさ
- 松本美香
- 松本光代
- mari（内田真理）
- 南山千恵美
- 宮川陽香
- みやのねり
- 宮元香織
- みわともこ（三輪智子）
- 目加田美桜
- 餅田コシヒカリ

や・ら・わ行
- 山口めろん
- 吉富さくら
- 米山莉桜
- 渡上ありさ

### お笑い・バラエティ

#### グループ
- アーモンドスーツ（風生、谷口弘晃）
- 暁トリオ（暁輝晶、暁光雄、暁明雄）
- アメリカザリガニ（柳原哲也、平井善之）
- アルミカン（赤阪侑子、高橋沙織）
- いち・もく・さん（くぼた隆政、江口輝）
- いちご女子プロレス（ほかげ、ぽっぽ）
- 一色だんご（るきな、じゅり）
- 浮世亭三吾・美ユル（浮世亭 三吾、美ユル）
- 浮世亭とんぼ・横山まさみ（浮世亭とんぼ、横山まさみ）
- 海原はるか・かなた（海原はるか、海原かなた）
- 梅小鉢（高田紗千子、小森麻由）
- オーケイ（小島弘章、岡山祐児）
- おーしゃんず（ヒデ、江口）
- オーパスツー（しんじょう、大ちゃん）
- オサカナカンパニー（川座かな、ドリル）
- オタサーのヒメ（阿部高専、平野うなぎ、まつもと抹茶）
- おなご（かすみん、そら）
- おやすみサリーズ（マジ菊地、池畑神太朗）

か行
- 風穴あけるズ（ノブヨシ日本代表、飛び出せっ! 安藤っ!、コブラ）
- 迦爾さんっ（かれん、にせん）
- 雷ジャクソン（黒木ジョージボンド、高本剛志）
- キャメル（嶋田600、ジョニーハナガタ）
- 共犯者（国京、洋平）
- キングエース（しいたけ、レン）
- 九明ジュエル（かわはら右大臣、なみを）
- コーヒールンバ（平岡佐智男、西原朗演）
- コイヌマン（樋上、いんなー。）
- 虚空論（筒井誇、佐久間直德）
- コンチェルト（池水龍三、足立征夫）

さ行
- ささきら（けーた、バメヤン）
- サンサンマルマル（梶原裕彰、ミト）
- 3番ゲート（ヒナタ、きっさん）
- しじみ結晶（きだち、ミウラ三ツ星）
- シテントル（上条ちゃわん、加藤淳仁、山賀巧巳）
- ジャックポット（河野雅治、澤田和志）
- Jan2（カヲル、エリカ）
- 新宿リリー（ナイスボール千葉、かんし）
- シンデレラエキスプレス（松井成行、渡辺裕薫）
- シンバルモンキー（イオリ・ジャンバック、ジンリキ）
- 素晴らしき人生（鈴木祐介、ふじこ、りょうちゃん）
- セバスチャン（阿部健一、原田公志）
- 宙飛ぶバギー（ゆーや、長屋ソコツ）
- 反町（和記、ばんない）

た行
- 大吟嬢（五島麻依子、浅川琴音）
- 炊きたてインゴッド（まつたけ伊東、うっちゃり澤田）
- タツマイリ（だいま、ディスタンスピーゴ）
- W刑事（浪速のシルバーウルフ ポップ、華井二等兵）
- たらちね（草山公汰、SAITA）
- だるまうた（フジ、アツ）
- チキチキジョニー（岩見真利、石原祐美子）
- 知多桜（安城翔真、勝嵜健太）
- 燕代表（ししくらサソリ、山崎代表、いときん。）
- デンドロビーム（カモシダせぶん、オオトウ）
- 天然もろこし（植山由美子、関根知佳）
- トイレトレーニング（ふじいもやし、ソエジマ隊員）
- トライアングル（森直樹、田中匡）
- トリオザスリー（竹下ポップ、にしね・ザ・タイガー、華井二等兵）
- トワイライト渚（カミノシュウヘイ、中野文也）
- どんぐり兄弟（あきら、さとる）

な行
- なすなかにし（那須晃行、中西茂樹）
- なにわプラッチック（三輪善行、かつのり）
- にくだわら（が～、たわら）

は行
- ハスキーポーズ（ただただし、ナベ、リキライス）
- パピヨンズ（ちよみ、ちよこ）
- 88号（河合いるか、コメ）
- ばったもん（山下泰和、河合なつき）
- 土方兄弟（あにやん、ヒロキ）
- ビターロジック（ナトゥメ・リサ、それでも寺原）
- ふたごママン（広森かっぱ、不動たい焼き、堂島）
- プラン計画（府中ふみえ、中田健太郎）
- ブリキカラス（黒田和基、小林メロディ）
- ブルーウェーブ（すみかわ、四番サード西澤）
- フロウフシ（桜木ともき、イダピー）
- ボルトボルズ（河口哲、弓川信男）

ま行
- MAUMAU（たぐー、しまちゃん）
- マジョリ缶（いしだ、まゆぞー）
- ますだおかだ（岡田、増田）
- マッカラン（トモキ、りょう）
- 三日月マンハッタン（又吉隆行、仲嶺巧）

や行
- 安田大サーカス（HIRO、団長安田、クロちゃん）
- ヤングパイン（たなちゃん、ば～やん）
- 横山ひろし・春けいこ
- 横山ポンスケゆうすけ（横山ゆうすけ、横山ポンスケ）
- よふかしイエロー（永田さとし、信宗啓太）

ら・わ行
- レイアウト（あきひろ、岡子）
- ワンワンニャンニャン（菊地優志、歩歩）

#### 男性
- 青臭いぞ須山
- 安里拓土
- 甘王
- 荒井義久
- 有野晋哉（よゐこ）
- 池城どんぐし
- 石井ミカン
- 市川ザウルス
- いま寛大
- 植村茂浩
- 英二
- 恵川昌大
- 緒方雅史
- 岡山祐児
- 奥田アゲーラ
- おくりびと青木
- オジンオズボーン篠宮暁
- 小野島トオル
- お祭りBOY

か行
- かおる
- カナイ
- 金子学
- 兼重清志
- かみじょうたけし
- かわしゅん
- 岸大誠
- 北野誠

さ行
- 酒井とおる
- サムライ朝起太郎
- 塩辛ちゃん
- 塩島弾
- しみぶん
- ジャクソン石山
- 新里貴丈
- 新出哲大
- ジンバ
- ソエジマ隊員

た行
- 代走みつくに
- タケウチパンダ
- たなかつよし
- ティージェイ
- 斗澤やすあき
- トフィー

な行
- 浪速のシルバーウルフ ポップ
- にしね・ザ・タイガー
- 二代目ちくわぶ
- ぬまっち
- ぬらぬら
- のぶお休みなし

は行
- ハイパーRICAちゃん
- ハッピー遠藤
- 華井二等兵
- 濱口善幸
- 春田和幸
- ビーグル38能勢
- ひでよしっと
- 日焼けケン
- 兵頭裕
- ふじいもやし
- ポッピングフェアリー
- ボンボンしょうへい

ま行
- 松尾鯉太郎
- 松原タニシ
- マリッジスターこうもと
- 万太郎
- 宮崎げんき
- みょーちゃん
- みわゆうすけ
- ムートン伊藤
- 元官僚芸人まつもと
- 森田GM
- 森本サイダー
- 森脇健児

や行
- やのぱん
- 山城功児
- 山田BODY
- 良元カルビ

ら・わ行
- ラジバンダリ西井
- 若井やるき
- わっしー教授
- 我こそは田中

#### 女性
- イヌダ
- エリザβ
- 河邑ミク
- くわがた心（鍬形心）
- 小林シャネル
- 紺野ぶるま
- 最強せつこ
- さとうしょうこ
- なつみ＆
- ぱーる
- 税理士りーな
- 大納言光子
- 羽瀬絵里奈
- はっぴちゃん。（戸谷莉菜）
- ヒコロヒー
- ベルサイユ
- 坊あかね
- ほりぬのこ
- ミナノワール
- もみバルーン
- 百瀬さつき
- 百瀬さつき
- やぎやぎ

### クリエイター・VTuber
- 芦田純子
- 黒須つくる
- けんちゃん。T（多田健一）
- シダヒナノ
- まるもももか
- ラジバンダリ西井

### 声優・ナレーター
（2025年5月、声優事業を松竹エンタテインメントに移管した。）
- 笠原潤一
- 神月柚莉愛
- 中村早希

### アナウンサー・キャスター
- 青柳嘉代
- 赤崎加林
- 去来川奈央
- 遠藤萌美
- 大角茉里
- 岡崎ゆう子
- 岡山瞳
- 久野静香
- 竹下佳奈
- 塚田文
- 中村恭子
- 藤田瞳
- 松本光代
- 水谷彰宏
- 目加田美桜

### 俳優
※他項目との重複者あり（公式プロフィール一覧より）

#### 男性
- 安里拓土
- いま寛大
- 小泉冠人
- 酒野直紀
- 酒田かおる
- 勝呂誉
- 曽我廼家桃太郎
- 藤山扇治郎
- 山川大遥
- 山田俊

#### 女性
- 相沢美紗樹
- 池畠結花
- えとうみなみ
- 大平萌笑
- 海特桃代
- 河合祥子
- 喜連彩
- 小畑未来
- 阪野梨花
- 瀬那すみれ
- 田代芙美
- 寺田もか
- はっぴちゃん。（戸谷莉菜）
- 中井由佳
- 中西珠愛
- 西島敦子
- 能勢優菜
- 野田江里子
- 華ゆり
- 原口志保
- 原田あさひ
- 春やすこ
- 廣澤佐和
- 山本鈴
- 吉野悦世

### 落語家
- 所属落語家は松鶴一門、森乃福郎一門、春団治一門がいる。
- それぞれの一門[注 6]ごとに系図により表し、太字は2025年3月現在の松竹芸能所属者、細字は松竹芸能退所者、†印は物故者、名跡の後の数字は代数を表す。
- 松竹芸能に所属する弟子のいない退所者・非所属者および物故者は省略した。

#### 松鶴一門・森乃福郎一門
| 圓笑 (2)† | 圓笑 (2)† | 圓笑 (2)† | 圓笑 (2)† | 圓笑 (2)† | 圓笑 (2)† |  |  | 福松 (1)† | 福松 (1)† | 福松 (1)† | 福松 (1)† | 福松 (1)† | 福松 (1)† |  |  | 福松 (3)† | 福松 (3)† | 福松 (3)† | 福松 (3)† | 福松 (3)† | 福松 (3)† |  |  | 森乃福郎 (1)† | 森乃福郎 (1)† | 森乃福郎 (1)† | 森乃福郎 (1)† | 森乃福郎 (1)† | 森乃福郎 (1)† |  |  | 福郎 (2) | 福郎 (2) | 福郎 (2) | 福郎 (2) | 福郎 (2) | 福郎 (2) |  |  | 石松 | 石松 | 石松 | 石松 | 石松 | 石松 |
| 圓笑 (2)† | 圓笑 (2)† | 圓笑 (2)† | 圓笑 (2)† | 圓笑 (2)† | 圓笑 (2)† |  |  | 福松 (1)† | 福松 (1)† | 福松 (1)† | 福松 (1)† | 福松 (1)† | 福松 (1)† |  |  | 福松 (3)† | 福松 (3)† | 福松 (3)† | 福松 (3)† | 福松 (3)† | 福松 (3)† |  |  | 森乃福郎 (1)† | 森乃福郎 (1)† | 森乃福郎 (1)† | 森乃福郎 (1)† | 森乃福郎 (1)† | 森乃福郎 (1)† |  |  | 福郎 (2) | 福郎 (2) | 福郎 (2) | 福郎 (2) | 福郎 (2) | 福郎 (2) |  |  | 石松 | 石松 | 石松 | 石松 | 石松 | 石松 |
|           |           |           |           |           |           |  |  | 松鶴 (3)† | 松鶴 (3)† | 松鶴 (3)† | 松鶴 (3)† | 松鶴 (3)† | 松鶴 (3)† |  |  | 松翁†     | 松翁†     | 松翁†     | 松翁†     | 松翁†     | 松翁†     |  |  | 松鶴 (5)†     | 松鶴 (5)†     | 松鶴 (5)†     | 松鶴 (5)†     | 松鶴 (5)†     | 松鶴 (5)†     |  |  |          |          |          |          |          |          |  |  |      |      |      |      |      |      |
|           |           |           |           |           |           |  |  | 松鶴 (3)† | 松鶴 (3)† | 松鶴 (3)† | 松鶴 (3)† | 松鶴 (3)† | 松鶴 (3)† |  |  | 松翁†     | 松翁†     | 松翁†     | 松翁†     | 松翁†     | 松翁†     |  |  | 松鶴 (5)†     | 松鶴 (5)†     | 松鶴 (5)†     | 松鶴 (5)†     | 松鶴 (5)†     | 松鶴 (5)†     |  |  |          |          |          |          |          |          |  |  |      |      |      |      |      |      |
|           |           |           |           |           |           |  |  |           |           |           |           |           |           |  |  |           |           |           |           |           |           |  |  |               |               |               |               |               |               |  |  |          |          |          |          |          |          |  |  |      |      |      |      |      |      |
|           |           |           |           |           |           |  |  |           |           |           |           |           |           |  |  |           |           |           |           |           |           |  |  |               |               |               |               |               |               |  |  |          |          |          |          |          |          |  |  |      |      |      |      |      |      |
| 松鶴 (6)† | 松鶴 (6)† | 松鶴 (6)† | 松鶴 (6)† | 松鶴 (6)† | 松鶴 (6)† |  |  | 鶴光 (2)  | 鶴光 (2)  | 鶴光 (2)  | 鶴光 (2)  | 鶴光 (2)  | 鶴光 (2)  |  |  | 學光      | 學光      | 學光      | 學光      | 學光      | 學光      |  |  |               |               |               |               |               |               |  |  |          |          |          |          |          |          |  |  |      |      |      |      |      |      |
| 松鶴 (6)† | 松鶴 (6)† | 松鶴 (6)† | 松鶴 (6)† | 松鶴 (6)† | 松鶴 (6)† |  |  | 鶴光 (2)  | 鶴光 (2)  | 鶴光 (2)  | 鶴光 (2)  | 鶴光 (2)  | 鶴光 (2)  |  |  | 學光      | 學光      | 學光      | 學光      | 學光      | 學光      |  |  |               |               |               |               |               |               |  |  |          |          |          |          |          |          |  |  |      |      |      |      |      |      |
|           |           |           |           |           |           |  |  |           |           |           |           |           |           |  |  | 里光      |           |           |           |           |           |  |  |               |               |               |               |               |               |  |  |          |          |          |          |          |          |  |  |      |      |      |      |      |      |
|           |           |           |           |           |           |  |  |           |           |           |           |           |           |  |  |           |           |           |           |           |           |  |  |               |               |               |               |               |               |  |  |          |          |          |          |          |          |  |  |      |      |      |      |      |      |
|           |           |           |           |           |           |  |  |           |           |           |           |           |           |  |  | 和光      |           |           |           |           |           |  |  |               |               |               |               |               |               |  |  |          |          |          |          |          |          |  |  |      |      |      |      |      |      |
|           |           |           |           |           |           |  |  |           |           |           |           |           |           |  |  |           |           |           |           |           |           |  |  |               |               |               |               |               |               |  |  |          |          |          |          |          |          |  |  |      |      |      |      |      |      |
|           |           |           |           |           |           |  |  |           |           |           |           |           |           |  |  | 羽光      |           |           |           |           |           |  |  |               |               |               |               |               |               |  |  |          |          |          |          |          |          |  |  |      |      |      |      |      |      |
|           |           |           |           |           |           |  |  |           |           |           |           |           |           |  |  |           |           |           |           |           |           |  |  |               |               |               |               |               |               |  |  |          |          |          |          |          |          |  |  |      |      |      |      |      |      |
|           |           |           |           |           |           |  |  |           |           |           |           |           |           |  |  | 竹三      |           |           |           |           |           |  |  |               |               |               |               |               |               |  |  |          |          |          |          |          |          |  |  |      |      |      |      |      |      |
|           |           |           |           |           |           |  |  |           |           |           |           |           |           |  |  |           |           |           |           |           |           |  |  |               |               |               |               |               |               |  |  |          |          |          |          |          |          |  |  |      |      |      |      |      |      |
|           |           |           |           |           |           |  |  |           |           |           |           |           |           |  |  | 希光      |           |           |           |           |           |  |  |               |               |               |               |               |               |  |  |          |          |          |          |          |          |  |  |      |      |      |      |      |      |
|           |           |           |           |           |           |  |  |           |           |           |           |           |           |  |  |           |           |           |           |           |           |  |  |               |               |               |               |               |               |  |  |          |          |          |          |          |          |  |  |      |      |      |      |      |      |
|           |           |           |           |           |           |  |  |           |           |           |           |           |           |  |  | 茶光      |           |           |           |           |           |  |  |               |               |               |               |               |               |  |  |          |          |          |          |          |          |  |  |      |      |      |      |      |      |
|           |           |           |           |           |           |  |  |           |           |           |           |           |           |  |  |           |           |           |           |           |           |  |  |               |               |               |               |               |               |  |  |          |          |          |          |          |          |  |  |      |      |      |      |      |      |
|           |           |           |           |           |           |  |  | 松喬 (6)† | 松喬 (6)† | 松喬 (6)† | 松喬 (6)† | 松喬 (6)† | 松喬 (6)† |  |  | 松喬 (7)  | 松喬 (7)  | 松喬 (7)  | 松喬 (7)  | 松喬 (7)  | 松喬 (7)  |  |  | 喬若          | 喬若          | 喬若          | 喬若          | 喬若          | 喬若          |  |  |          |          |          |          |          |          |  |  |      |      |      |      |      |      |
|           |           |           |           |           |           |  |  | 松喬 (6)† | 松喬 (6)† | 松喬 (6)† | 松喬 (6)† | 松喬 (6)† | 松喬 (6)† |  |  | 松喬 (7)  | 松喬 (7)  | 松喬 (7)  | 松喬 (7)  | 松喬 (7)  | 松喬 (7)  |  |  | 喬若          | 喬若          | 喬若          | 喬若          | 喬若          | 喬若          |  |  |          |          |          |          |          |          |  |  |      |      |      |      |      |      |
|           |           |           |           |           |           |  |  |           |           |           |           |           |           |  |  |           |           |           |           |           |           |  |  | 喬介          | 喬介          | 喬介          | 喬介          | 喬介          | 喬介          |  |  | 喬明     | 喬明     | 喬明     | 喬明     | 喬明     | 喬明     |  |  |      |      |      |      |      |      |
|           |           |           |           |           |           |  |  |           |           |           |           |           |           |  |  |           |           |           |           |           |           |  |  | 喬介          | 喬介          | 喬介          | 喬介          | 喬介          | 喬介          |  |  | 喬明     | 喬明     | 喬明     | 喬明     | 喬明     | 喬明     |  |  |      |      |      |      |      |      |
|           |           |           |           |           |           |  |  |           |           |           |           |           |           |  |  |           |           |           |           |           |           |  |  | 喬龍          |               |               |               |               |               |  |  |          |          |          |          |          |          |  |  |      |      |      |      |      |      |
|           |           |           |           |           |           |  |  |           |           |           |           |           |           |  |  |           |           |           |           |           |           |  |  |               |               |               |               |               |               |  |  |          |          |          |          |          |          |  |  |      |      |      |      |      |      |
|           |           |           |           |           |           |  |  |           |           |           |           |           |           |  |  | 遊喬      | 遊喬      | 遊喬      | 遊喬      | 遊喬      | 遊喬      |  |  | 喬路          | 喬路          | 喬路          | 喬路          | 喬路          | 喬路          |  |  |          |          |          |          |          |          |  |  |      |      |      |      |      |      |
|           |           |           |           |           |           |  |  |           |           |           |           |           |           |  |  | 遊喬      | 遊喬      | 遊喬      | 遊喬      | 遊喬      | 遊喬      |  |  | 喬路          | 喬路          | 喬路          | 喬路          | 喬路          | 喬路          |  |  |          |          |          |          |          |          |  |  |      |      |      |      |      |      |
|           |           |           |           |           |           |  |  |           |           |           |           |           |           |  |  | 生喬      | 生喬      | 生喬      | 生喬      | 生喬      | 生喬      |  |  | 生寿          | 生寿          | 生寿          | 生寿          | 生寿          | 生寿          |  |  |          |          |          |          |          |          |  |  |      |      |      |      |      |      |
|           |           |           |           |           |           |  |  |           |           |           |           |           |           |  |  | 生喬      | 生喬      | 生喬      | 生喬      | 生喬      | 生喬      |  |  | 生寿          | 生寿          | 生寿          | 生寿          | 生寿          | 生寿          |  |  |          |          |          |          |          |          |  |  |      |      |      |      |      |      |
|           |           |           |           |           |           |  |  |           |           |           |           |           |           |  |  | 喬楽      |           |           |           |           |           |  |  |               |               |               |               |               |               |  |  |          |          |          |          |          |          |  |  |      |      |      |      |      |      |
|           |           |           |           |           |           |  |  |           |           |           |           |           |           |  |  |           |           |           |           |           |           |  |  |               |               |               |               |               |               |  |  |          |          |          |          |          |          |  |  |      |      |      |      |      |      |
|           |           |           |           |           |           |  |  |           |           |           |           |           |           |  |  | 風喬      |           |           |           |           |           |  |  |               |               |               |               |               |               |  |  |          |          |          |          |          |          |  |  |      |      |      |      |      |      |
|           |           |           |           |           |           |  |  |           |           |           |           |           |           |  |  |           |           |           |           |           |           |  |  |               |               |               |               |               |               |  |  |          |          |          |          |          |          |  |  |      |      |      |      |      |      |
|           |           |           |           |           |           |  |  | 松枝      | 松枝      | 松枝      | 松枝      | 松枝      | 松枝      |  |  | 松五      | 松五      | 松五      | 松五      | 松五      | 松五      |  |  |               |               |               |               |               |               |  |  |          |          |          |          |          |          |  |  |      |      |      |      |      |      |
|           |           |           |           |           |           |  |  | 松枝      | 松枝      | 松枝      | 松枝      | 松枝      | 松枝      |  |  | 松五      | 松五      | 松五      | 松五      | 松五      | 松五      |  |  |               |               |               |               |               |               |  |  |          |          |          |          |          |          |  |  |      |      |      |      |      |      |
|           |           |           |           |           |           |  |  | 呂鶴 (2)  | 呂鶴 (2)  | 呂鶴 (2)  | 呂鶴 (2)  | 呂鶴 (2)  | 呂鶴 (2)  |  |  | 呂竹      | 呂竹      | 呂竹      | 呂竹      | 呂竹      | 呂竹      |  |  |               |               |               |               |               |               |  |  |          |          |          |          |          |          |  |  |      |      |      |      |      |      |
|           |           |           |           |           |           |  |  | 呂鶴 (2)  | 呂鶴 (2)  | 呂鶴 (2)  | 呂鶴 (2)  | 呂鶴 (2)  | 呂鶴 (2)  |  |  | 呂竹      | 呂竹      | 呂竹      | 呂竹      | 呂竹      | 呂竹      |  |  |               |               |               |               |               |               |  |  |          |          |          |          |          |          |  |  |      |      |      |      |      |      |
|           |           |           |           |           |           |  |  |           |           |           |           |           |           |  |  | 呂好      |           |           |           |           |           |  |  |               |               |               |               |               |               |  |  |          |          |          |          |          |          |  |  |      |      |      |      |      |      |
|           |           |           |           |           |           |  |  |           |           |           |           |           |           |  |  |           |           |           |           |           |           |  |  |               |               |               |               |               |               |  |  |          |          |          |          |          |          |  |  |      |      |      |      |      |      |
|           |           |           |           |           |           |  |  |           |           |           |           |           |           |  |  | 呂翔      |           |           |           |           |           |  |  |               |               |               |               |               |               |  |  |          |          |          |          |          |          |  |  |      |      |      |      |      |      |
|           |           |           |           |           |           |  |  |           |           |           |           |           |           |  |  |           |           |           |           |           |           |  |  |               |               |               |               |               |               |  |  |          |          |          |          |          |          |  |  |      |      |      |      |      |      |
|           |           |           |           |           |           |  |  | 鶴瓶 (2)  | 鶴瓶 (2)  | 鶴瓶 (2)  | 鶴瓶 (2)  | 鶴瓶 (2)  | 鶴瓶 (2)  |  |  | 晃瓶      | 晃瓶      | 晃瓶      | 晃瓶      | 晃瓶      | 晃瓶      |  |  |               |               |               |               |               |               |  |  |          |          |          |          |          |          |  |  |      |      |      |      |      |      |
|           |           |           |           |           |           |  |  | 鶴瓶 (2)  | 鶴瓶 (2)  | 鶴瓶 (2)  | 鶴瓶 (2)  | 鶴瓶 (2)  | 鶴瓶 (2)  |  |  | 晃瓶      | 晃瓶      | 晃瓶      | 晃瓶      | 晃瓶      | 晃瓶      |  |  |               |               |               |               |               |               |  |  |          |          |          |          |          |          |  |  |      |      |      |      |      |      |
|           |           |           |           |           |           |  |  | 枝鶴 (6)  | 枝鶴 (6)  | 枝鶴 (6)  | 枝鶴 (6)  | 枝鶴 (6)  | 枝鶴 (6)  |  |  | 純瓶      | 純瓶      | 純瓶      | 純瓶      | 純瓶      | 純瓶      |  |  |               |               |               |               |               |               |  |  |          |          |          |          |          |          |  |  |      |      |      |      |      |      |
|           |           |           |           |           |           |  |  | 枝鶴 (6)  | 枝鶴 (6)  | 枝鶴 (6)  | 枝鶴 (6)  | 枝鶴 (6)  | 枝鶴 (6)  |  |  | 純瓶      | 純瓶      | 純瓶      | 純瓶      | 純瓶      | 純瓶      |  |  |               |               |               |               |               |               |  |  |          |          |          |          |          |          |  |  |      |      |      |      |      |      |
|           |           |           |           |           |           |  |  | 竹林      | 竹林      | 竹林      | 竹林      | 竹林      | 竹林      |  |  | 達瓶      | 達瓶      | 達瓶      | 達瓶      | 達瓶      | 達瓶      |  |  |               |               |               |               |               |               |  |  |          |          |          |          |          |          |  |  |      |      |      |      |      |      |
|           |           |           |           |           |           |  |  | 竹林      | 竹林      | 竹林      | 竹林      | 竹林      | 竹林      |  |  | 達瓶      | 達瓶      | 達瓶      | 達瓶      | 達瓶      | 達瓶      |  |  |               |               |               |               |               |               |  |  |          |          |          |          |          |          |  |  |      |      |      |      |      |      |
|           |           |           |           |           |           |  |  | 鶴松      | 鶴松      | 鶴松      | 鶴松      | 鶴松      | 鶴松      |  |  | 恭瓶      | 恭瓶      | 恭瓶      | 恭瓶      | 恭瓶      | 恭瓶      |  |  |               |               |               |               |               |               |  |  |          |          |          |          |          |          |  |  |      |      |      |      |      |      |
|           |           |           |           |           |           |  |  | 鶴松      | 鶴松      | 鶴松      | 鶴松      | 鶴松      | 鶴松      |  |  | 恭瓶      | 恭瓶      | 恭瓶      | 恭瓶      | 恭瓶      | 恭瓶      |  |  |               |               |               |               |               |               |  |  |          |          |          |          |          |          |  |  |      |      |      |      |      |      |
|           |           |           |           |           |           |  |  | 岐代松    | 岐代松    | 岐代松    | 岐代松    | 岐代松    | 岐代松    |  |  | 銀瓶      | 銀瓶      | 銀瓶      | 銀瓶      | 銀瓶      | 銀瓶      |  |  |               |               |               |               |               |               |  |  |          |          |          |          |          |          |  |  |      |      |      |      |      |      |
|           |           |           |           |           |           |  |  | 岐代松    | 岐代松    | 岐代松    | 岐代松    | 岐代松    | 岐代松    |  |  | 銀瓶      | 銀瓶      | 銀瓶      | 銀瓶      | 銀瓶      | 銀瓶      |  |  |               |               |               |               |               |               |  |  |          |          |          |          |          |          |  |  |      |      |      |      |      |      |
|           |           |           |           |           |           |  |  | 伯枝      | 伯枝      | 伯枝      | 伯枝      | 伯枝      | 伯枝      |  |  | 瓶吾      | 瓶吾      | 瓶吾      | 瓶吾      | 瓶吾      | 瓶吾      |  |  |               |               |               |               |               |               |  |  |          |          |          |          |          |          |  |  |      |      |      |      |      |      |
|           |           |           |           |           |           |  |  | 伯枝      | 伯枝      | 伯枝      | 伯枝      | 伯枝      | 伯枝      |  |  | 瓶吾      | 瓶吾      | 瓶吾      | 瓶吾      | 瓶吾      | 瓶吾      |  |  |               |               |               |               |               |               |  |  |          |          |          |          |          |          |  |  |      |      |      |      |      |      |
|           |           |           |           |           |           |  |  |           |           |           |           |           |           |  |  | 瓶二      |           |           |           |           |           |  |  |               |               |               |               |               |               |  |  |          |          |          |          |          |          |  |  |      |      |      |      |      |      |
|           |           |           |           |           |           |  |  |           |           |           |           |           |           |  |  |           |           |           |           |           |           |  |  |               |               |               |               |               |               |  |  |          |          |          |          |          |          |  |  |      |      |      |      |      |      |
|           |           |           |           |           |           |  |  |           |           |           |           |           |           |  |  | 瓶生      |           |           |           |           |           |  |  |               |               |               |               |               |               |  |  |          |          |          |          |          |          |  |  |      |      |      |      |      |      |
|           |           |           |           |           |           |  |  |           |           |           |           |           |           |  |  |           |           |           |           |           |           |  |  |               |               |               |               |               |               |  |  |          |          |          |          |          |          |  |  |      |      |      |      |      |      |
|           |           |           |           |           |           |  |  |           |           |           |           |           |           |  |  | 由瓶      |           |           |           |           |           |  |  |               |               |               |               |               |               |  |  |          |          |          |          |          |          |  |  |      |      |      |      |      |      |
|           |           |           |           |           |           |  |  |           |           |           |           |           |           |  |  |           |           |           |           |           |           |  |  |               |               |               |               |               |               |  |  |          |          |          |          |          |          |  |  |      |      |      |      |      |      |
|           |           |           |           |           |           |  |  |           |           |           |           |           |           |  |  | 鉄瓶      |           |           |           |           |           |  |  |               |               |               |               |               |               |  |  |          |          |          |          |          |          |  |  |      |      |      |      |      |      |
|           |           |           |           |           |           |  |  |           |           |           |           |           |           |  |  |           |           |           |           |           |           |  |  |               |               |               |               |               |               |  |  |          |          |          |          |          |          |  |  |      |      |      |      |      |      |

#### 春団治一門
| 春団治 (3)† | 春団治 (3)† | 春団治 (3)† | 春団治 (3)† | 春団治 (3)† | 春団治 (3)† |  |  | 福団治 (4)   | 福団治 (4)   | 福団治 (4)   | 福団治 (4)   | 福団治 (4)   | 福団治 (4)   |  |  | 福楽 (2)   | 福楽 (2)   | 福楽 (2)   | 福楽 (2)   | 福楽 (2)   | 福楽 (2)   |
| 春団治 (3)† | 春団治 (3)† | 春団治 (3)† | 春団治 (3)† | 春団治 (3)† | 春団治 (3)† |  |  | 福団治 (4)   | 福団治 (4)   | 福団治 (4)   | 福団治 (4)   | 福団治 (4)   | 福団治 (4)   |  |  | 福楽 (2)   | 福楽 (2)   | 福楽 (2)   | 福楽 (2)   | 福楽 (2)   | 福楽 (2)   |
|             |             |             |             |             |             |  |  |              |              |              |              |              |              |  |  | 福矢       |            |            |            |            |            |
|             |             |             |             |             |             |  |  |              |              |              |              |              |              |  |  |            |            |            |            |            |            |
|             |             |             |             |             |             |  |  |              |              |              |              |              |              |  |  | 福留       |            |            |            |            |            |
|             |             |             |             |             |             |  |  |              |              |              |              |              |              |  |  |            |            |            |            |            |            |
|             |             |             |             |             |             |  |  | 春蝶 (2)†    | 春蝶 (2)†    | 春蝶 (2)†    | 春蝶 (2)†    | 春蝶 (2)†    | 春蝶 (2)†    |  |  | 昇蝶       | 昇蝶       | 昇蝶       | 昇蝶       | 昇蝶       | 昇蝶       |
|             |             |             |             |             |             |  |  | 春蝶 (2)†    | 春蝶 (2)†    | 春蝶 (2)†    | 春蝶 (2)†    | 春蝶 (2)†    | 春蝶 (2)†    |  |  | 昇蝶       | 昇蝶       | 昇蝶       | 昇蝶       | 昇蝶       | 昇蝶       |
|             |             |             |             |             |             |  |  |              |              |              |              |              |              |  |  | 一蝶       |            |            |            |            |            |
|             |             |             |             |             |             |  |  |              |              |              |              |              |              |  |  |            |            |            |            |            |            |
|             |             |             |             |             |             |  |  | 春団治 (4)   | 春団治 (4)   | 春団治 (4)   | 春団治 (4)   | 春団治 (4)   | 春団治 (4)   |  |  | 春之輔 (2) | 春之輔 (2) | 春之輔 (2) | 春之輔 (2) | 春之輔 (2) | 春之輔 (2) |
|             |             |             |             |             |             |  |  | 春団治 (4)   | 春団治 (4)   | 春団治 (4)   | 春団治 (4)   | 春団治 (4)   | 春団治 (4)   |  |  | 春之輔 (2) | 春之輔 (2) | 春之輔 (2) | 春之輔 (2) | 春之輔 (2) | 春之輔 (2) |
|             |             |             |             |             |             |  |  |              |              |              |              |              |              |  |  | 咲之輔     |            |            |            |            |            |
|             |             |             |             |             |             |  |  |              |              |              |              |              |              |  |  |            |            |            |            |            |            |
|             |             |             |             |             |             |  |  | 春若         | 春若         | 春若         | 春若         | 春若         | 春若         |  |  | 寅之輔     | 寅之輔     | 寅之輔     | 寅之輔     | 寅之輔     | 寅之輔     |
|             |             |             |             |             |             |  |  | 春若         | 春若         | 春若         | 春若         | 春若         | 春若         |  |  | 寅之輔     | 寅之輔     | 寅之輔     | 寅之輔     | 寅之輔     | 寅之輔     |
|             |             |             |             |             |             |  |  | 小春団治 (3) | 小春団治 (3) | 小春団治 (3) | 小春団治 (3) | 小春団治 (3) | 小春団治 (3) |  |  | 治門       | 治門       | 治門       | 治門       | 治門       | 治門       |
|             |             |             |             |             |             |  |  | 小春団治 (3) | 小春団治 (3) | 小春団治 (3) | 小春団治 (3) | 小春団治 (3) | 小春団治 (3) |  |  | 治門       | 治門       | 治門       | 治門       | 治門       | 治門       |
|             |             |             |             |             |             |  |  | 梅団治 (4)   | 梅団治 (4)   | 梅団治 (4)   | 梅団治 (4)   | 梅団治 (4)   | 梅団治 (4)   |  |  | 小梅       | 小梅       | 小梅       | 小梅       | 小梅       | 小梅       |
|             |             |             |             |             |             |  |  | 梅団治 (4)   | 梅団治 (4)   | 梅団治 (4)   | 梅団治 (4)   | 梅団治 (4)   | 梅団治 (4)   |  |  | 小梅       | 小梅       | 小梅       | 小梅       | 小梅       | 小梅       |

### 諸芸
- 揚野バンリ（揚野茂幸）
- いしきりん
- サンデー西村（西村恵一）
- ビックリツカサ（中務靖久）
- 豊来家板里（揚野茂幸）
- ボルトボルズ（サイエンスショー）

### 文化人
- 今成亮太（元プロ野球選手）
- うなりくん（成田市特別観光大使）
- 大八木淳史（元ラグビー選手）
- 小川貢一
- 角田拓志
- 北川星瑠（陸上競技）
- サマンサ・アナンサ（ドラァグクイーン・エアラインスペシャリスト）
- 収納王子コジマジック
- 神三矢（医師）
- 大門小百合
- 高橋成美（元フィギュアスケート選手）
- 戸村光
- 中沢沙理
- 船木誠勝（プロレスラー）
- 南和行（弁護士）
- 三輪記子（弁護士）
- わきやしき

### 子役
- 岡野幸ノ香
- 小野桃奈
- 金城優空
- 上入佐蘭
- 河野咲良
- 喜多田真羽
- 木塚紗羽
- 熊野琉星
- 蒼昴
- 髙畑蒼空
- 武内杏琉
- 竹下蒼唯
- 田中結彩
- 地村穂乃美
- 鶴田桃々
- 中川翔登
- 中嶋理咲
- 能勢剛嘉
- 原田情歌
- 松村羚那
- 山﨑一輝
- 横畑翠音
- ランヅバーグ・マーカス

### 業務提携
- 川尻哲郎
- 静岡の元教師すぎやま
- 戸谷勇斗
- 奈良怜那
- 広海 深海
- 堀ちえみ
- 的場寛一

## 過去の所属タレント

### 落語家
- 初代森乃福郎
- 2代目露の五郎兵衛（所属当時・桂春坊→桂小春団治（2代目））
- 2代目桂枝雀（米朝事務所発足前に在籍）
- 笑福亭松之助（吉本興業/よしもとクリエイティブ・エージェンシーへ移籍）
- 6代目笑福亭松喬
- 2代目桂春蝶
- 3代目桂春團治
- 3代目桂花團治（所属当時・桂蝶六）
- 笑福亭笑瓶（太田プロダクションへ移籍、2023年2月22日死去）
- 笑福亭瓶太
- 笑福亭べ瓶（解雇、所属当時・笑福亭瓶成）
- 桂春彦（現在はフリー）
- 3代目桂春蝶（退所後はフリー、インナースケッチを経て、現在はクリエイティブワンズ所属）
- 桂福車
- 笑福亭鶴志
- 笑福亭右喬
- 2代目森乃福郎
- 笑福亭鶴太
- 笑福亭鶴二

### お笑い芸人
- 暁伸（暁伸・ミスハワイ）
- 中田ダイマル・ラケット
- 夢路いとし・喜味こいし（預かり 大宝芸能所属）
- 藤山寛美
- ミヤコ蝶々（預かり 日向企画所属中に死去）
- かしまし娘
- 宮川左近ショー
- 暁照雄（宮川左近ショー→暁照雄・光雄）
- タイヘイトリオ
- 海原お浜・小浜
- 若井はんじ・けんじ
- 平和ラッパ・日佐丸
- 夢乃タンゴ・園ひとみ
- 若井ぼん・はやと
- はな寛太（はな寛太・いま寛大）
- 宮川大助（大助・小助時代、現・吉本興業）
- 太平サブロー・シロー（サブローは現・吉本興業）
- 青芝金太・紋太
- 山田雅人
- パート2
- 東ちづる（現・ホリプロ）
- 正司敏江・玲児（正司敏江、正司玲児）
- レツゴー三匹（レツゴーじゅん=逢坂じゅん、レツゴー正児、レツゴー長作）
- 横山たかし（横山たかし・ひろし）
- 酒井くにお（酒井くにお・とおる）
- オセロ（中島知子、松嶋尚美）（中島解雇により2013年4月11日付で解散[17]。松嶋はそれ以前に個人事務所（ステッカー）を設立しており、現在もステッカーと松竹で業務提携を結んでいる）
- 石野敦士（元Over Drive）
- 技ありーず（新山武司は芸能界引退、中務靖久はマジシャンビックリツカサとして残留）
- 大阪キッズ（吉本興業へ移籍。解散）
- フロントページ
- 上嶋祐佳（元-4℃、元岡田圭右夫人）
- ヤツる
- アントニオ
- 早乙女愛
- カーネリアン（現・浅井企画、後に解散）
- 日本パブリック連合（現・日本エレキテル連合、タイタン所属）
- さっぽろマイスター（現・ハラノマイスター、アップフロントプロモーション所属後芸人引退、現在は脚本家原野吉弘）
- 清水ただし（漫才コンビ「ツインタワー」を経て、現在は日本共産党大阪府委員会副委員長）
- 兼島ダンシング
- さらば青春の光（現在は個人事務所株式会社ザ・森東を設立）
- プリンセス金魚（ワタナベエンターテインメントへ移籍後に解散）
- 黒帯（吉本興業へ移籍）
- 恋愛小説家（サンミュージックプロダクションに移籍後、シンプルに改名。西野は講談師旭堂南也として活動）
- ヴェートーベン（オスカープロモーションへ移籍）
- 加藤統士（ビーグル38、芸能界引退）
- 国沢一誠（ヒカリゴケ、芸能界引退）
- Aマッソ（ワタナベエンターテインメントへ移籍）
- 小森園ひろし（吉本興業大阪に移籍、現在は吉本興業東京に所属）
- 村瀬みちゃこ（芸能界引退）
- 飛び魚（共に芸能界引退）
- satomi
- 吉間洋平（元ばろん、サンミュージックプロダクションへ移籍後、現在はアニキの芸名でペンギンズとして活動）
- 横田翔（元ラバボーズ、芸能界引退）
- ツインズ
- 西川小のり
- 水田かかし
- 街裏ぴんく（現在はトゥインクル・コーポレーション所属）
- おねだり豊（芸能界引退）
- さんびーち（ひょうごは引退、山田直人はピン芸人山田BODYで残留）
- トチギフ（長屋真治は引退、荒井義久はピンで残留）
- 自由気まま（稲村は芸能界引退、西口はピン芸人のぶお休みなしで残留）
- 関真由美
- スルメ
- ゆんぼだんぷ（現在はフリーで、100companyとエージェント契約）
- TKO（木下隆行は2020年3月15日退社、木本武宏は2022年7月23日退社）
- アゲイン（けーた、ノリ）
- オジンオズボーン（篠宮暁、高松新一、高松は芸能界引退、篠宮はピン芸人オジンオズボーン篠宮暁で残留）
- ゴッホ向井ブルー（向井浩志）
- 鈴木ひろし（元・のろし）
- チョップリン（退所後はフリーを経てザ・プラン9に加入し吉本興業所属）
- つるせんねん（島原は芸能界引退、西口はピン芸人のぶお休みなしで残留）
- ピーマンズスタンダード（吉田寛は引退、南川聡史はピン芸人みなみかわで残留後、2024年5月に退社、現在は合同会社ナンセ）
- ブティックあゆみ（現在は太田プロダクションに所属、コンピューター宇宙を結成）
- ベイビーフロート（山崎ユタカは残留、にしやんは退所後にデカキン名義でYouTuberとして活動）
- まえだまえだ（前田航基、前田旺志郎、 お笑い活動休止中、松竹エンタテインメント所属）
- ガール座（小野綾香は引退、百瀬さつきは本名で残留）
- ジョリー惑星
- たべごろピーチ
- ナオユキ
- こうのきよし（2019年より高槻市議会議員）
- タイーク（和田佑は引退、金井貴史はピン芸人カナイで残留）
- 奇天烈オムレツ（フリー後に解散）
- うしろシティ（阿諏訪泰義は退所後にフリーで合同会社潤一と業務提携、金子学はピンで残留）
- ひのこ（田原徹は引退、中谷亮太はピンで残留）
- キンタロー。
- 濱口優（よゐこ）（有野晋哉は松竹芸能に残留、よゐことしてのコンビの活動は引き続き松竹芸能で継続するため、コンビで所属事務所が異なる）

### タレント・俳優・アナウンサー他
- 三倉茉奈、三倉佳奈
- 河島あみる
- 東ちづる（現・ホリプロ）
- 堀美矢子（芸能界引退）
- 柚月美穂（GMBプロダクションへ移籍）
- 江本理恵（ワタナベエンターテインメントへ移籍、芸名を「えもとりえ」に改名した）
- 井上智栄子
- 小橋宏美
- 佐藤未歩
- 田中碧
- 長野せりな（元アイドリング!!!）
- 原田おさむ
- 江渡万里彩（元アイドリング!!! 4号）
- 後藤明日香
- 高宮悠子
- 田中里枝
- 宮下ジェイミー静
- 奈沙えりか（芸能界引退）
- 関真由美
- 上田まりえ（元日本テレビアナウンサー）
- 古橋舞悠（元アイドリング!!!）
- 岩崎絵美
- 大島榎奈
- 河嶋まいこ（河嶋茉衣子）
- 清原優希乃
- ☆NonSugar（松樹侑奈、奈良怜那、小林茉由、梅山涼、栗野春香）
- 伊勢孝夫（元プロ野球選手）
- 吉岡竜輝
- スーパー・ササダンゴ・マシン（2022年4月よりSLUSH-PILE.に移籍）
- 内海英華

## 過去の関係者
- 難波規精（ステッカーの元社長）
- 千佐降智（デンナーシステムズの社長）

## 制作番組
- ザ・ハングマンシリーズ（朝日放送）
- 突然ガバチョ!（毎日放送）制作協力
- 鶴瓶上岡パペポTV（よみうりテレビ）制作協力（上岡プロモーションと共同）
- ざこば・鶴瓶らくごのご（朝日放送）制作協力
- 裏刑事-URADEKA-（朝日放送）
- Change!（朝日放送）
- 最後の晩餐（よみうりテレビ）制作協力
- BAN!BOO!ぱいん!!（よみうりテレビ）制作協力
- きらきらアフロ（テレビ大阪）制作協力
- 知っとこ!（毎日放送）制作協力
- よゐこ部（毎日放送）制作協力
- A-Studio（TBSテレビ）

ほか多数